# 宾德亚镇区
宾德亚镇区是缅甸掸邦德努自治区下辖的一个镇区，治所位于宾德亚。